# Josef Nedorost
Josef Nedorost (20. srpna 1943 Veleň – 5. dubna 2016) byl český fotbalista, útočník a záložník.

## Fotbalová kariéra
Hrál za Duklu Praha a Slávii Praha. Byl dvojnásobným mistrem Československa z let 1964 a 1966 s Duklou Praha. Byl vítězem Československého poháru v letech 1966 a 1969. V evropských pohárech nastoupil v Poháru mistrů v 10 utkáních a dal 5 gólů, v Poháru vítězů pohárů nastoupil ve 2 utkáních. Za reprezentační B-tým nastoupil v 1 utkání a za juniorskou reprezentaci nastoupil ve 4 utkáních. V lize nastoupil ve 154 utkáních a dal 50 gólů.

## Ligová bilance
| Ročník                                   | Zápasy | Góly | Klub         |
| ---------------------------------------- | ------ | ---- | ------------ |
| 1. československá fotbalová liga 1963/64 | 11     | 6    | Dukla Praha  |
| 1. československá fotbalová liga 1964/65 | 13     | 3    | Dukla Praha  |
| 1. československá fotbalová liga 1965/66 | 14     | 6    | Dukla Praha  |
| 1. československá fotbalová liga 1966/67 | 19     | 12   | Dukla Praha  |
| 1. československá fotbalová liga 1967/68 | 23     | 10   | Dukla Praha  |
| 1. československá fotbalová liga 1968/69 | 23     | 7    | Dukla Praha  |
| 1. československá fotbalová liga 1969/70 | 24     | 5    | Dukla Praha  |
| 1. československá fotbalová liga 1970/71 | 11     | 0    | Dukla Praha  |
| 1. československá fotbalová liga 1970/71 | 10     | 1    | Slavia Praha |
| 1. československá fotbalová liga 1971/72 | 7      | 0    | Slavia Praha |
| CELKEM                                   | 154    | 50   |              |